# Caprino Veronese
Caprino Veronese är en ort och kommun i provinsen Verona i regionen Veneto i Italien. Kommunen hade 8 467 invånare (2018).